# Nick Faure

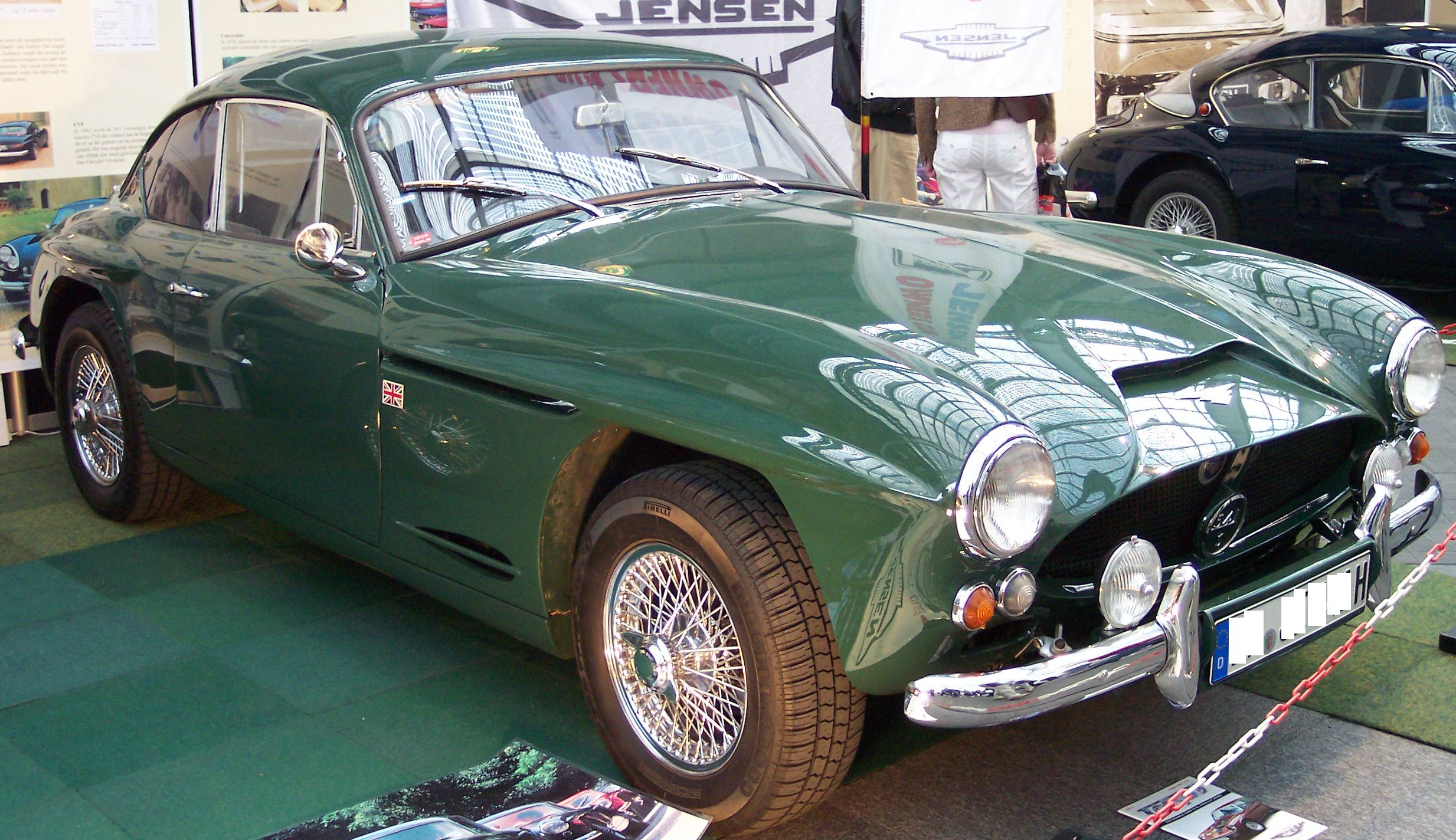
Jensen 541S; eines der Fahrzeugmodelle das Nick Faure's Vater in den 1950er-Jahren fuhr

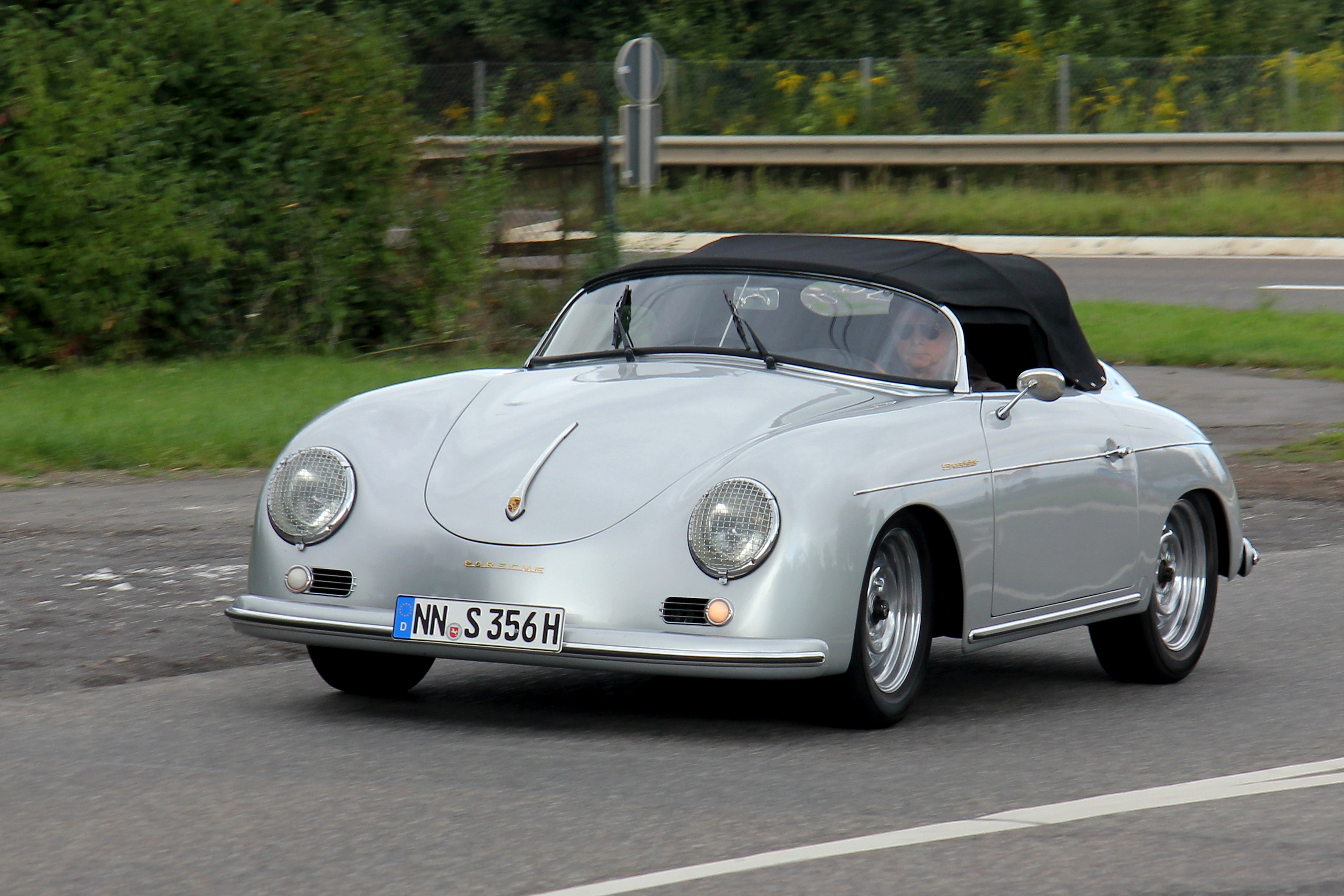
Porsche 356 75 Super Cabriolet; das erste Porsche-Modell im Besitz von Nick Faure

Nicholas Ove „Nick“ Faure (* 28. Mai 1944 in Ewhurst) ist ein britischer Unternehmer und ehemaliger Autorennfahrer.

## Ausbildung und Unternehmer
Nick Faure besuchte die Stowe School in Buckingham und kam 1962 in die Schweiz, um dort an einer Business School zu studieren. Durch seinen Vater, der immer ausgefallene Fahrzeuge fuhr, kam er früh mit dem Motorsport in Berührung. Zu diesen besonderen Automobilen zählten ein Jensen 541S, ein Mercury Comet und die Bristol-Modelle 405, 406 und 407.
Seine Verbindung zur Automobilmarke Porsche entstand während seiner Ausbildungszeit in der Schweiz; ausgelöst durch die Sportwagen vermögender Eltern seiner Studienkollegen. Sein erster Porsche war ein Porsche 356 75 Super Cabriolet.
In den 1970er-Jahren arbeitete er in der Fleet Street bei unterschiedlichen Medien als Grafik-Designer und gründete in den 1980er-Jahren in Witley ein Handelsunternehmen für Porsche-Modelle. Seither gilt er in Großbritannien als Mr. Porsche.

## Karriere im Motorsport
Schon als Teenager war Nick Faure vom Rennsport fasziniert. Wenn er wusste, dass sein damaliges Idol Stirling Moss am Start war, fuhr er mit dem Fahrrad von seinem Elternhaus zur Rennstrecke von Silverstone. Zum aktiven Rennsport brachte ihn sein Bruder Howard, der zu Beginn der 1960er Jahre Rallyes bestritt. Faure erwarb einen Mini Cooper S und lieferte sich mit seinem Bruder auf dem Castle Combe Circuit erste Rennen. Auch seine ersten Erfolge feierte er auf einem Mini Cooper, als er damit 1965 die britische Mini-Meisterschaft gewann. 1967 kaufte er einen Porsche 911, der sich im Besitz von Porsche Cars Großbritannien befand. Vic Elford war damit bei britischen Rallycross-Veranstaltungen am Start gewesen. Finanziert wurde der Wagen mit dem Verkaufserlös der wertvollen Briefmarkensammlung seiner Großmutter. Mit dem Porsche engagierte er sich in der britischen Tourenwagen-Meisterschaft und traf dort auf internationale Spitzenfahrer wie Frank Gardner und Brian Muir.
In Großbritannien wurde er zu einem der bekanntesten Porsche-Piloten und ging bis zum Ende seiner Karriere mit vielen Porsche-Rennwagen bei unterschiedlichen nationalen Meisterschaften an den Start. Obwohl er Ende der 1960er-Jahre erstmals international gemeldet war – bei der Targa Florio –, kam die internationale Karriere erst mit dem 24-Stunden-Rennen von Le Mans 1975 in Gang. Faure fuhr einen Porsche 911 Carrera RSR mit 3-Liter-Boxermotor. Mit den Partnern Jean Blaton (der den Wagen auch gemeldet hatte) und John Cooper erreichte er den sechsten Rang in der Gesamtwertung. Es war der erste von zehn Einsätzen in Le Mans. Seinen letzten Start hatte er 1985, als er gemeinsam mit Tiff Needell und Steve O’Rourke Gesamtelfter im Emka C84/1 wurde.
Ursprünglich war auch für 1986 ein Antreten in Le Mans geplant. Nach der Geburt seines ersten Kindes verzichtete er aber auf den, aus seiner Sicht, gefährlichen Renneinsatz. Danach bestritt er nur mehr sporadisch Autorennen und trat nach dem 24-Stunden-Rennen von Spa-Francorchamps 1989 endgültig vom professionellen Rennsport zurück.

## Statistik

### Le-Mans-Ergebnisse
| Jahr | Team                     | Fahrzeug                | Teamkollege    | Teamkollege      | Teamkollege       | Platzierung     | Ausfallgrund       |
| ---- | ------------------------ | ----------------------- | -------------- | ---------------- | ----------------- | --------------- | ------------------ |
| 1975 | Jean Blaton              | Porsche 911 Carrera RSR | Jean Blaton    | John Cooper      |                   | Rang 6          |                    |
| 1976 | Jean Blaton              | Porsche 934             | Jean Blaton    | John Goss        |                   | nicht klassiert |                    |
| 1977 | Porsche Kremer Racing    | Porsche 935K2           | Guy Edwards    | John Fitzpatrick |                   | Ausfall         | Motorschaden       |
| 1978 | Simon Phillips Racing    | De Cadenet-Lola T380    | John Beasley   | Simon Phillips   | Martin Raymond    | disqualifiziert |                    |
| 1979 | Jean Blaton              | Ferrari 512 BB LM       | Jean Blaton    | Steve O’Rourke   | Bernard de Dryver | Rang 12         |                    |
| 1981 | Jean Blaton              | De Cadenet-Lola LM      | Martin Birrane | Vivian Candy     |                   | Ausfall         | Getriebeschaden    |
| 1982 | Ultramar Team Lola       | Lola T610               | Guy Edwards    | Rupert Keegan    |                   | Ausfall         | Zylinder überhitzt |
| 1983 | Emka Productions Ltd.    | Emka C83/1              | Tiff Needell   | Steve O’Rourke   |                   | Rang 17         |                    |
| 1984 | Dorset Racing Associates | Dome RC82               | Richard Jones  | Mark Galvin      |                   | Ausfall         | kein Öldruck       |
| 1985 | Emka Productions Ltd.    | Emka C84/1              | Tiff Needell   | Steve O’Rourke   |                   | Rang 11         |                    |